# Ruivães (Vieira do Minho)
Pour les articles homonymes, voir Ruivães.
Ruivães est une ancienne paroisse civile portugaise (en portugais : freguesia) de la municipalité de Vieira do Minho dans le district de Braga. En 2013, elle fusionne avec Campos pour former Ruivães e Campos.

## Histoire
Ruivães est mentionnée à partir du XVe siècle. Auparavant, elle s'appelait Vilar de Vacas.
Ruivães est une municipalité indépendante jusqu'en 1853 et son rattachement à Vieira do Minho,. La municipalité comprenait également la paroisse voisine de Campos.
La loi no 11-A/2013 du 28 janvier 2013, portant réorganisation administrative du territoire des freguesias, fusionne Ruivães avec la paroisse de Campos pour former l’União das freguesias de Ruivães e Campos (dont le siège est à Ruivães).